# Marshall megye (Minnesota)
Marshall megye az Amerikai Egyesült Államokban, azon belül Minnesota államban található. Megyeszékhelye és legnagyobb városa Warren. Lakosainak száma 9040 fő (2020. április 1.). Marshall megye Kittson, Polk, Pennington, Roseau, Beltrami, Pembina, Walsh és Grand Forks megyékkel határos.

## Népesség
A megye népességének változása:
| Lakosok száma | 10 155 | 9430 | 9479 | 9457 | 9425 | 9423 | 9040 |
|               | 2000   | 2010 | 2011 | 2012 | 2013 | 2015 | 2020 |